# أربيان رقيق المقاطع
أربيان رقيق المقاطع (الاسم العلمي: Anthemis tenuisecta) هو نوع نباتي يتبع جنس الأربيان من الفصيلة النجمية.

## الموئل والانتشار
في المغرب العربي.